# Ali Zitouni
Pour les articles homonymes, voir Zitouni.
Ali Zitouni (arabe : علي زيتوني), né le 11 janvier 1981 à Tunis, est un footballeur tunisien.
Il évolue au poste d'attaquant avec le Club sportif de Hammam Lif. Il mesure 1,80 m pour 71 kg.
Dans le cadre de l'équipe de Tunisie, il a notamment disputé la coupe du monde et la coupe d'Afrique des nations en 2000 et 2002.

## Palmarès
- Vainqueur du championnat de Tunisie en 1999, 2000, 2001, 2002, 2003 et 2004 (Espérance sportive de Tunis) ;
- Vainqueur de la coupe de Tunisie en 1999 (Espérance sportive de Tunis) ;
- Finaliste de la Ligue des champions de la CAF 1999 et 2000 ;
- Finaliste de la coupe de la UAEFA en 2005 (Al-Ahli Dubaï) ;
- Meilleur buteur du championnat tunisien en 2000 (19 buts) ;
- Deuxième meilleur buteur de la Ligue des champions de la CAF 2004 (9 buts).